# Símbolo de Levi-Civita

Símbolo de Levi-Civita

Em matemática e em particular em cálculo tensorial, define-se símbolo de Levi-Civita, também chamado de símbolo de permutação, como se segue:
{\displaystyle \epsilon _{ijk}=\left\{{\begin{matrix}+1&{\mbox{se }}(i,j,k){\mbox{ é }}(1,2,3),(2,3,1){\mbox{ ou }}(3,1,2)\\-1&{\mbox{se }}(i,j,k){\mbox{ é }}(3,2,1),(1,3,2){\mbox{ ou }}(2,1,3)\\0&{\mbox{de outra maneira: }}i=j{\mbox{ ou }}j=k{\mbox{ ou }}k=i\end{matrix}}\right.}
nomeado assim por Tullio Levi-Civita. Utiliza-se em muitas áreas das matemática e em física. Por exemplo, em álgebra linear, o produto vectorial de dois vectores pode ser escrito como:
{\displaystyle \mathbf {a\times b} ={\begin{vmatrix}\mathbf {e_{1}} &\mathbf {e_{2}} &\mathbf {e_{3}} \\a_{1}&a_{2}&a_{3}\\b_{1}&b_{2}&b_{3}\\\end{vmatrix}}=\sum _{i=1}^{3}\left(\sum _{j,k=1}^{3}\epsilon _{ijk}a_{j}b_{k}\right)\mathbf {e} _{i}}
ou mais simplesmente:
{\displaystyle \mathbf {a\times b} =\mathbf {c} ,\ c_{i}=\sum _{j,k=1}^{3}\epsilon _{ijk}a_{j}b_{k}}
esta última expressão pode ser mais simplificada usando a notação de Einstein, convenção na qual se pode omitir o símbolo de soma. O tensor cujas componentes são dadas pelo símbolo de Levi-Civita (um tensor covariante de categoria 3) por vezes se chama o tensor de permutação.
O símbolo de Levi-Civita pode se generalizar a dimensiones mais elevadas:
{\displaystyle \epsilon _{ijkl\dots }=\left\{{\begin{matrix}+1&{\mbox{se }}(i,j,k,l,\dots ){\mbox{ é uma permutação par de }}(1,2,3,4,\dots )\\-1&{\mbox{se }}(i,j,k,l,\dots ){\mbox{ é uma permutação ímpar de }}(1,2,3,4,\dots )\\0&{\mbox{se dois índices são iguais}}\end{matrix}}\right.}
Ver permutação par ou grupo simétrico para uma definição de 'permutação par' e de 'permutação ímpar'.

## Relação com o delta de Kronecker
O símbolo de Levi-Civita relaciona-se com o delta de Kronecker. Em três dimensões, a relação é dada pelas seguintes equações:
{\displaystyle \varepsilon _{ijk}\varepsilon _{lmn}=\det {\begin{vmatrix}\delta _{il}&\delta _{im}&\delta _{in}\\\delta _{jl}&\delta _{jm}&\delta _{jn}\\\delta _{kl}&\delta _{km}&\delta _{kn}\\\end{vmatrix}}}
{\displaystyle =\delta _{il}\left(\delta _{jm}\delta _{kn}-\delta _{jn}\delta _{km}\right)+\delta _{im}\left(\delta _{jn}\delta _{kl}-\delta _{jl}\delta _{kn}\right)+\delta _{in}\left(\delta _{jl}\delta _{km}-\delta _{jm}\delta _{kl}\right)\,}
Uma consequência importante da relação acima é dada pela equação abaixo:
{\displaystyle \sum _{i=1}^{3}\varepsilon _{ijk}\varepsilon _{imn}=\sum _{i=1}^{3}\left(\det {\begin{vmatrix}1&\delta _{im}&\delta _{in}\\\delta _{ji}&\delta _{jm}&\delta _{jn}\\\delta _{ki}&\delta _{km}&\delta _{kn}\\\end{vmatrix}}\right)=\sum _{i=1}^{3}\left(\delta _{jm}\delta _{kn}-\delta _{jn}\delta _{km}+\delta _{im}\left(\delta _{jn}\delta _{ki}-\delta _{ji}\delta _{kn}\right)+\delta _{in}\left(\delta _{ji}\delta _{km}-\delta _{jm}\delta _{ki}\right)\right)}
Como {\displaystyle \delta _{im}} e {\displaystyle \delta _{in}} são diferentes de zero somente para {\displaystyle i=m}  e {\displaystyle i=n}, respectivamente, o resultado da soma é:
{\displaystyle \sum _{i=1}^{3}\varepsilon _{ijk}\varepsilon _{imn}=3\left(\delta _{jm}\delta _{kn}-\delta _{jn}\delta _{km}\right)+\left(\delta _{jn}\delta _{ki}-\delta _{ji}\delta _{kn}\right)+\left(\delta _{ji}\delta _{km}-\delta _{jm}\delta _{ki}\right)=\delta _{jm}\delta _{kn}-\delta _{jn}\delta _{km}}
A relação acima é muito utilizada em cálculo vetorial.

## Uso na dedução de relações do cálculo vetorial
A relação entre o produto de símbolo de Levi-Civita e o produto de deltas de Kronecker permite deduzir com facilidade diversas relações de operações entre vetores e operadores vetoriais. 
Por exemplo a fórmula abaixo, informalmente conhecida por “BAC-CAB”, pode ser derivada de uma maneira simples e direta utilizando o formalismo acima.
{\displaystyle \mathbf {A} \times (\mathbf {B} \times \mathbf {C} )=\mathbf {B} (\mathbf {A} .\mathbf {C} )-\mathbf {C} (\mathbf {A} .\mathbf {B} )}
Seja {\displaystyle \mathbf {D} =\mathbf {B} \times \mathbf {C} }. Sua componente i, como visto acima, pode ser representada por {\displaystyle D_{i}=\varepsilon _{ijk}B_{j}C_{k}}, onde índices repetidos seguem a convenção de Einstein, ou seja, indicam a existência de um somatório no respectivo índice. No caso como há dois índices repetidos há dois somatórios implícitos (em {\displaystyle j} e {\displaystyle k}).
Da mesma forma {\displaystyle \mathbf {A} \times (\mathbf {B} \times \mathbf {C} )=\mathbf {A} \times \mathbf {D} =\varepsilon _{mni}A_{n}D_{i}}, onde o símbolo de Levi-Civita foi definido com os índices {\displaystyle mni} para distinguí-lo daquele contido em D com índices {\displaystyle ijk} e tomando o ultimo índice igual a {\displaystyle i} {\displaystyle \left(mni\right)} pois trata-se da componente {\displaystyle D_{i}}, pelo menos motivo o índice {\displaystyle n} em {\displaystyle mni} refere-se à componente {\displaystyle A_{n}}. 
Expressando {\displaystyle \mathbf {D} } em termos de {\displaystyle \mathbf {B} } e {\displaystyle \mathbf {C} }, a expressão torna-se:
{\displaystyle \mathbf {A} \times (\mathbf {B} \times \mathbf {C} )=\varepsilon _{mni}A_{n}\varepsilon _{ijk}B_{j}C_{k}}
A vantagem de utilizar esse formalismo se deve ao fato de poder utilizar grandezas escalares ao invés de vetoriais o que facilita a sua manipulação. Como todos os termos são escalares pode-se comutá-los:
{\displaystyle \mathbf {A} \times (\mathbf {B} \times \mathbf {C} )=\varepsilon _{mni}\varepsilon _{ijk}A_{n}B_{j}C_{k}}
Utilizando a relação {\displaystyle \varepsilon _{ijk}\varepsilon ^{mni}={\delta _{jm}}{\delta _{kn}}-{\delta _{jn}}{\delta _{km}}}, descrita acima, a expressão pode ser rescrita como:
{\displaystyle \mathbf {A} \times (\mathbf {B} \times \mathbf {C} )=(\delta _{jm}\delta _{kn}-\delta _{jn}\delta _{km})A_{n}B_{j}C_{k}=\delta _{jm}\delta _{kn}A_{n}B_{j}C_{k}-\delta _{jn}\delta _{km}A_{n}B_{j}C_{k}}
O termo {\displaystyle \delta _{jm}\delta _{kn}A_{n}B_{j}C_{k}} só é não nulo se, simultaneamente, {\displaystyle j=m} e {\displaystyle k=n}, ou seja, resta apenas o termo {\displaystyle A_{n}B_{m}C_{n}}. Analogamente o termo {\displaystyle \delta _{jn}\delta _{km}A_{n}B_{j}C_{k}} só é não nulo se, simultaneamente, {\displaystyle j=n} e {\displaystyle k=m}, restando apenas o termo {\displaystyle A_{n}B_{n}C_{m}}. Esse resultado é devido à propriedade da delta de Kronecker.
Usando a comutatividade e associatividade de escalares, tem-se a componente m da relação:
{\displaystyle \left[\mathbf {A} \times (\mathbf {B} \times \mathbf {C} )\right]_{m}=B_{m}(A_{n}C_{n})-C_{m}(A_{n}B_{n})}
Os termos em parênteses tem índices repetidos e portanto implicam um somatório, em particular, trata-se do produto escalar de dois vetores. Finalmente, expressando o resultado em termos de vetores novamente:
{\displaystyle \mathbf {A} \times (\mathbf {B} \times \mathbf {C} )=\mathbf {B} (\mathbf {A} \cdot \mathbf {C} )-\mathbf {C} (\mathbf {A} \cdot \mathbf {B} )}